# Pachomiusz I (prawosławny patriarcha Antiochii)
Pachomiusz I – prawosławny patriarcha Antiochii w latach 1386–1393.